# Brötchen

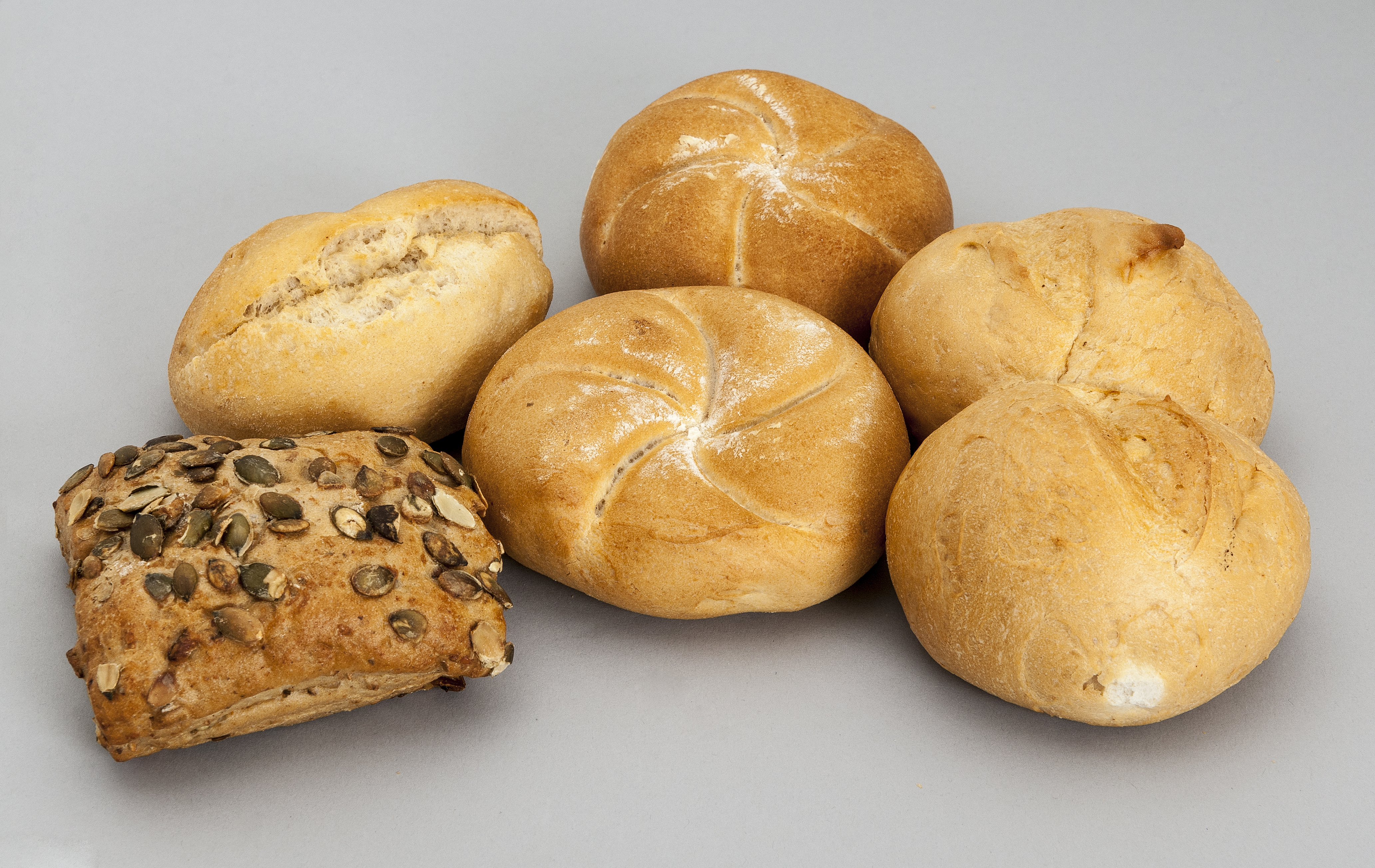
Typische handelsübliche Brötchen

Brötchen (verselbständigtes Diminutiv von Brot) oder Semmel (von althochdeutsch/lateinisch simila „feines Weizenmehl“) sind Bezeichnungen für Kleingebäcke verschiedener Art. In den unterschiedlichen deutschsprachigen Gebieten gibt es eine Vielzahl anderer Wörter dafür, die aber im Wesentlichen alle dasselbe bedeuten.
Brötchen ist ein Sammelbegriff für meist ungesüßte kleine Gebäcke aus hellem oder dunklem Weizen- oder Roggenmehl, bzw. Mischungen von beiden Mehlsorten. Als Schüttflüssigkeit wird überwiegend Wasser verwendet (Wasserbrötchen), bisweilen aber auch Milch (Milchbrötchen). Als Lockerungsmittel kommen traditionell überwiegend Backhefe oder Sauerteig zur Anwendung.
In Deutschland werden gemäß den Leitsätzen für Brot und Kleingebäck Brötchen nicht über 250 g gehandelt. 1957 wurde die gesetzliche Vorschrift für ein Mindestgewicht abgeschafft. Ein durchschnittliches Brötchen hat einen Energiewert von ungefähr 586 kJ (etwa 140 kcal). Ein Brötchen von 50 Gramm entspricht zwei Broteinheiten (BE). Das Innere eines Brötchens nennt man Krume.

## Regionale Bezeichnungen

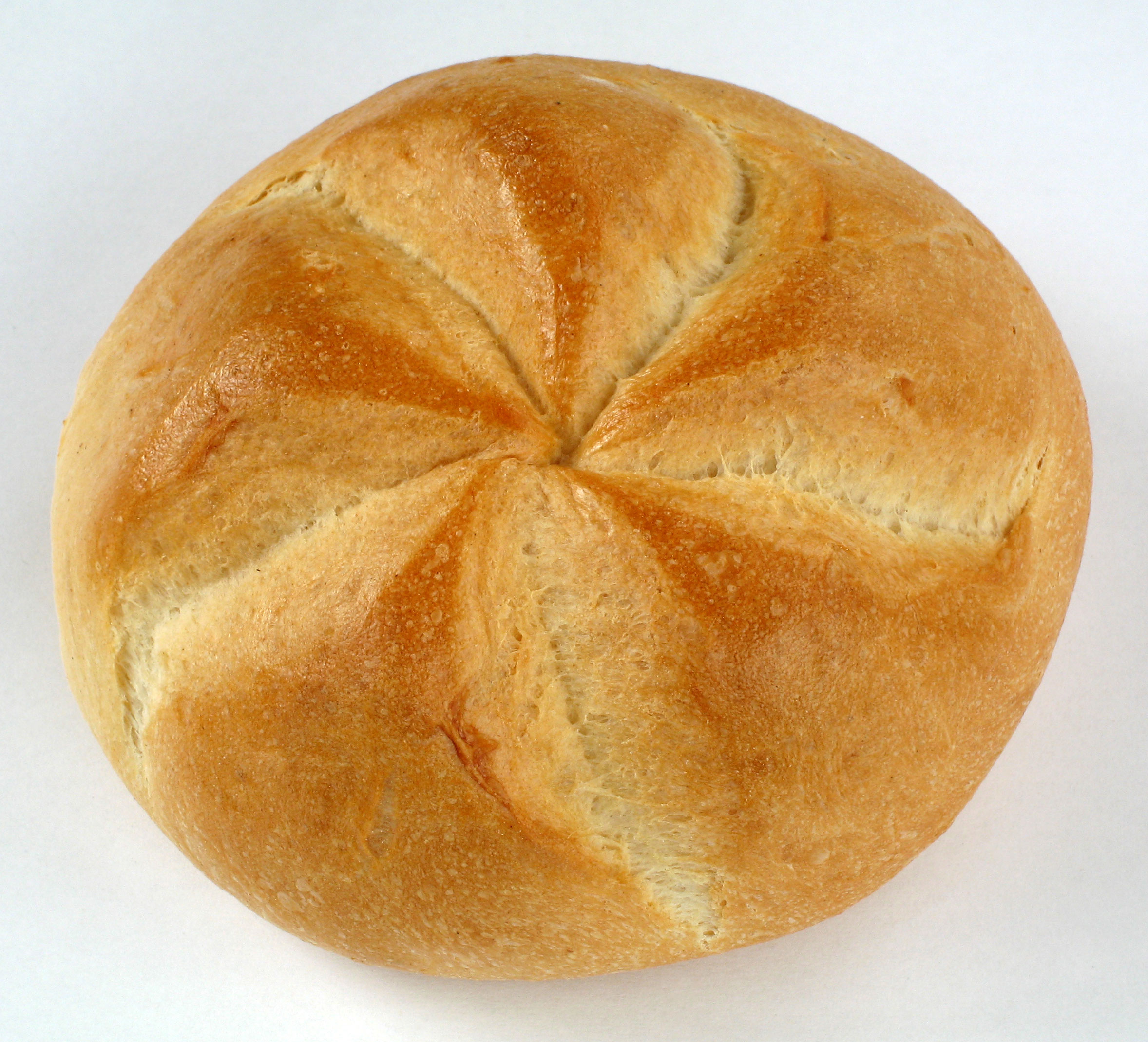
Kaisersemmel

Neben dem Begriff ‚Brötchen‘, der vornehmlich im nördlichen Teil des deutschen Sprachraums Verwendung findet, bestehen in verschiedenen Regionen diverse andere Bezeichnungen. Der Ausdruck Brötchen selbst kommt vor allem in Niedersachsen, Mecklenburg-Vorpommern, Nordrhein-Westfalen, im nördlichen Rheinland-Pfalz, weiten Teilen Hessens, im nördlichen Sachsen-Anhalt und Teilen Brandenburgs vor. In Thüringen, im südlichen Sachsen-Anhalt und in Sachsen wird sowohl ‚Brötchen‘ als auch ‚Semmel‘ verwendet. In Thüringen, Schlesien und Sachsen ist teilweise eine Unterscheidung zwischen Brötchen und Semmel üblich, Semmel bezeichnet dann das doppelte Brötchen.‚Weckla‘ wird vor allem in Franken verwendet, während ‚Weckle‘ in Baden-Württemberg üblich ist. 
In den meisten Regionen Deutschlands werden ‚Brötchen‘ und ‚Semmel‘ synonym verwendet, ausgenommen beim fast ausschließlich benutzten Kompositum Semmelbrösel. In anderen Gebieten besteht ein Bedeutungsunterschied: So bezeichnet man in Österreich und Böhmen mit Brötchen kleine belegte Brote, also Canapés. Für spezifische Neuerungen wurde der Begriff übernommen: die von den Fast-Food-Ketten (Beginn: McDonald’s 1971 in München) etablierten weichen Hamburger-Brötchen und den kleinen, fertigzubackenden Baguette-Brötchen, nicht jedoch bei den in Österreich hergestellten Aufbackbrötchen.
Die Verkleinerungsform zu Brot ist auch in den Redewendungen „kleine Brötchen backen“ und „Brötchen verdienen“ geläufig. Im alemannischen Vorarlberg findet sich vereinzelt neben Brötle auch Brötchen (gemeingermanisch). Als Oberbegriff für die ganze Produktpalette, inklusive Stangerl etc., fungiert Gebäck (Kleingebäck auch im deutschen und schweizerischen Lebensmittelkodex), in der Schweiz ist umgangssprachlich Brötli auch vertreten. In Altbayern fungiert vor allem der Begriff Semmel als Gemeinschaftsbezeichnung und es werden bei den Produktbezeichnungen auch die quadratischen kleinen Backwaren Semmeln genannt. In Österreich ist die Semmel üblicherweise rund, mit Ausnahme der steirischen Langsemmel und vereinzelt in Vorarlberg. Die quadratischen Kleingebäcke werden meist Weckerl genannt, so auch die eigentlichen kleinen, länglichen Kleingebäcke (die kleinen Wecken), sofern sie nicht in gewundener Form teilweise auch ~spitz genannt werden (beispielsweise Kornspitz). Langes, dünnes Gebäck wird als ~stangerl, ~stange, ~stängel bezeichnet, und rundes Gebäck üblicherweise ~laibchen oder ~laberl (der kleine Laib).
Auch ‚Rundstück‘ und ‚Schrippe‘ differieren in der Gegend um Hamburg durch unterschiedliche Formen. Hier gilt Brötchen als die Gemeinschaftsbezeichnung (siehe auch Roggenbrötchen, Sesambrötchen usw.).

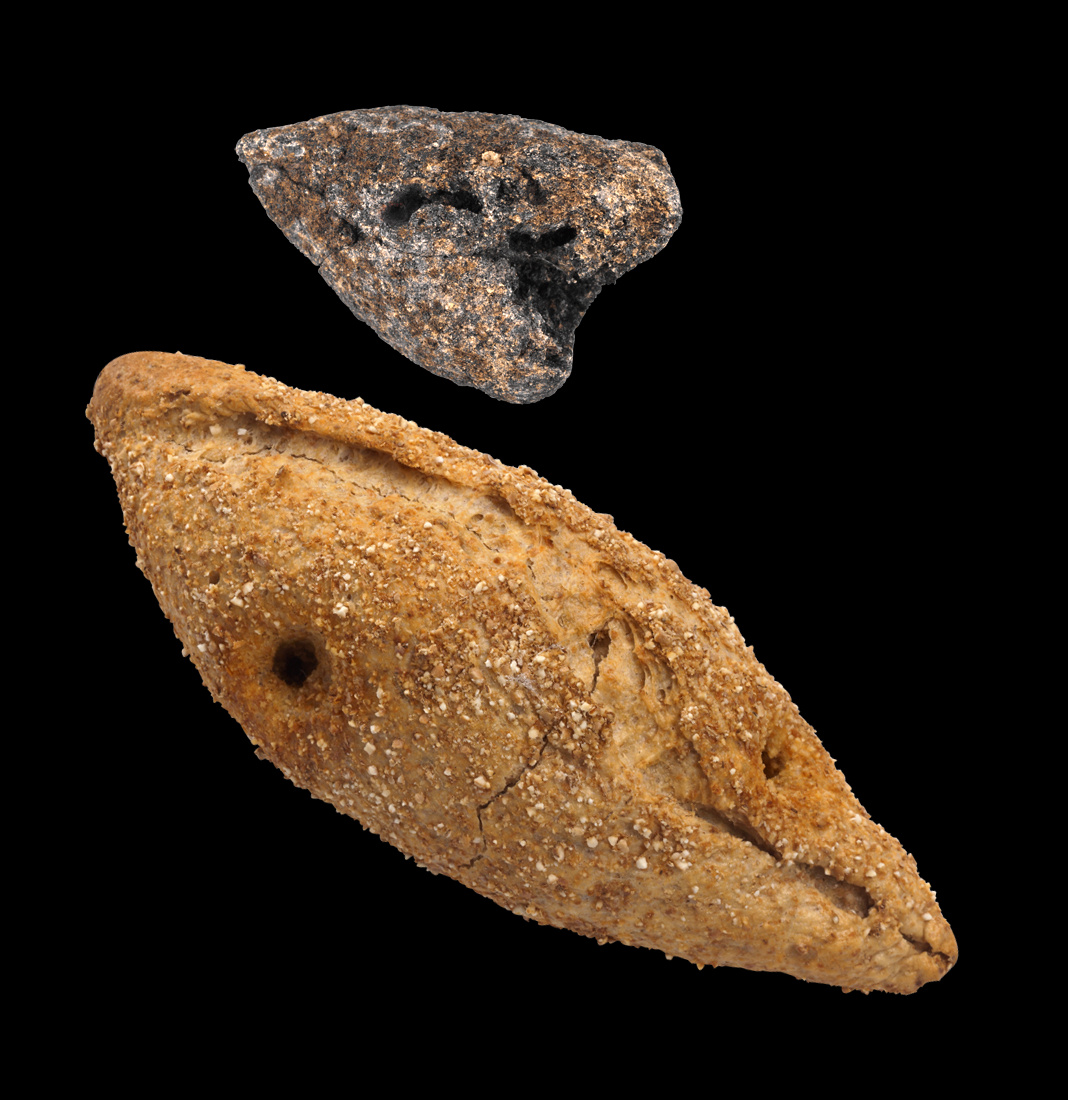
Der Spitzwecken von Ovelgönne aus dem 8.–6. Jh. v. Chr. (oben) mit Rekonstruktion

- Semmel (die, von lateinisch: simila ‚feinstes Weizenmehl‘, ursprünglich aus dem Assyrischen samidu ‚weißes Mehl‘) in weiten Teilen Bayerns, Südthüringen, häufig auch in Sachsen und Thüringen, gelegentlich im Süden von Brandenburg und Sachsen-Anhalt.[4] In Unterfranken[6][7] unterschied man um 1500 die „gezwickten“ semelin von den „ungezwickten“ bollin.
- Weck(-en/-e/-a), als Diminutiv Weck(-le/-li/-la), althochdeutsch weggi/wecki (Keil; keilförmiges Gebäck, im Plural später auch weggen[8]), vor allem in Baden-Württemberg, der Schweiz (siehe auch Weggli), Österreich (Weckerl), Nordhessen,[9] Rheinhessen, Südhessen, der Pfalz, Franken (Weggla) und dem Saarland; in Franken ursprünglich nur für Milchbrötchen. Wecken (ohne Diminutiv-Suffix -le/-li) bezeichnet in gewissen Regionen eine Brotgröße (wie z. B. den Birnweggen in Luzern).
- Rundstück in Schleswig-Holstein, Hamburg und Teilen des nordwestlichen Niedersachsens (vgl. dänisch rundstykke; siehe auch Rundstück warm)
- Schrippe (von schripfen ‚mit einem Messer einritzen‘[10]) in Berlin und Brandenburg, aber auch in Hamburg, Teilen des Erzgebirges (Sachsen), Schleswig-Holstein und Mecklenburg-Vorpommern
- im westniedersächsischen Platt heißen Brötchen Stüütkes, Diminutiv von Stuuten, der regionalen Bezeichnung für Weißbrot; in der hochdeutschen Umgangssprache der Region hat sich allerdings Brötchen durchgesetzt

## Herstellung

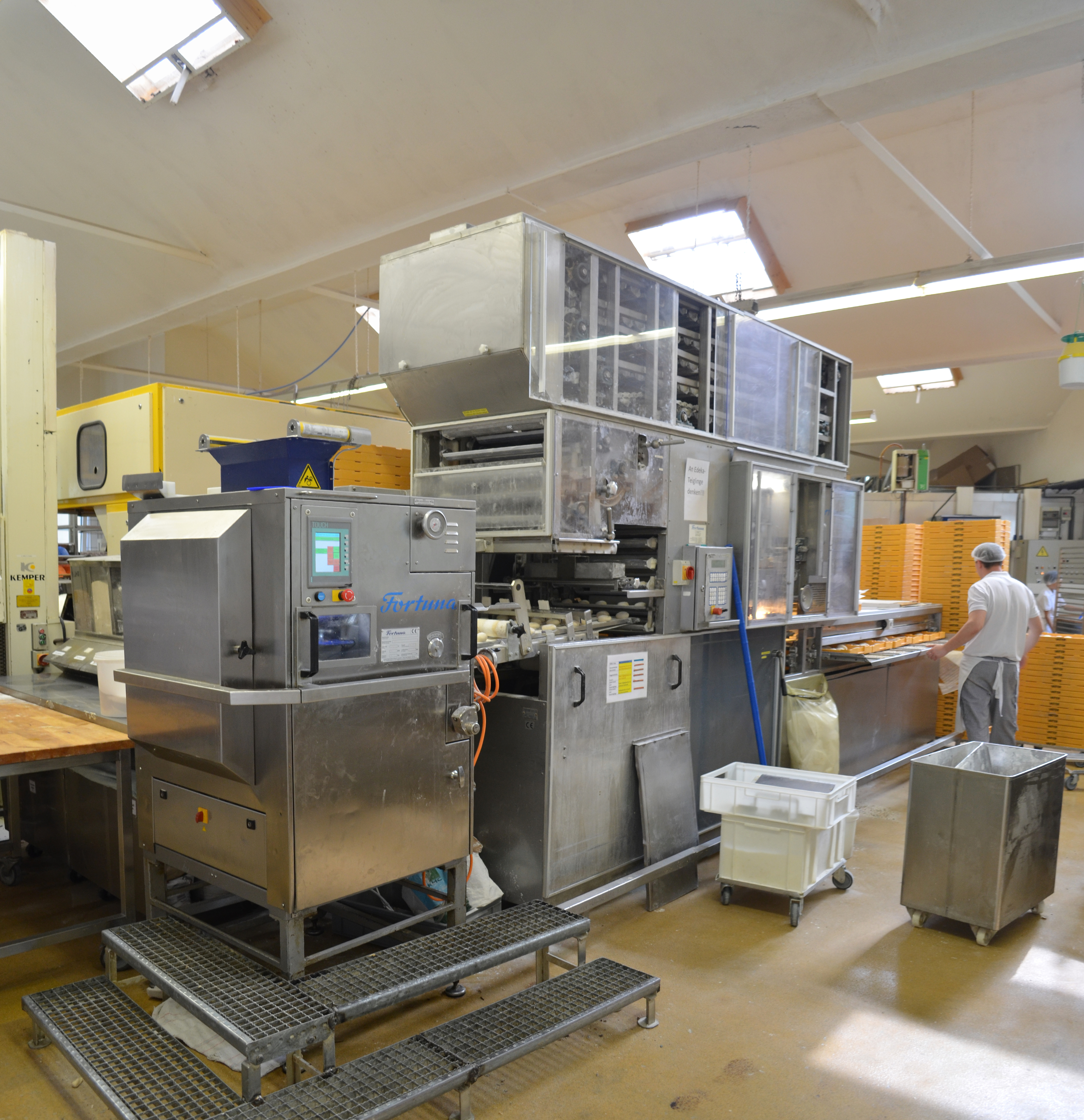
Brötchenmaschine

Heute werden Brötchen auch im Handwerk mit Unterstützung von Maschinen (zum Beispiel einer Brötchenpresse) überwiegend halbautomatisch gefertigt, während in der Industrie die Produktion vollautomatisch erfolgt. Das Formen mit der Hand ist heute im Handwerk eher selten anzutreffen.
Der Charakter eines Brötchens wird wesentlich durch die Teigführung geprägt. Speziell gezüchtetes Getreide, Backhefe, leistungsfähige Knetmaschinen und malzhaltige Backmittel verringern die Reifezeit der Teige erheblich. Heute werden Brötchenteige gewöhnlich ohne Vorteig direkt geführt. Zutaten sind zu mindestens 90 Prozent Mehl (Weizenmehl Typ 550), Wasser, Salz, Hefe und eventuell ein Backmittel. Ebenso ist die Zugabe von Milchfett (z. B. Butter), Margarine, Speisefett (z. B. Schmalz), Speiseöl und Zubereitungen daraus zulässig. Brötchen mit Roggenanteil und Samen sind weit verbreitet. Backmittel versorgen die Hefe mit Nahrung und verbessern die Stabilität, denn es wird für die Reifung weniger Stärke abgebaut. Vorwiegend wird Weichweizenmehl verwendet, das sich gut für die Brotbereitung eignet.
- Die Verwendung von Bäckerhefe in direkter Führung ist heute die gebräuchlichste Methode, bedarf aber stärkeabbauender Backmittel und einer Teigruhe. Neuerdings sind aber auch Führungen mit Hefe und Vorteig anzutreffen. Im Bio-Bereich werden Brötchen mit Bio-Hefe hergestellt.

- Bei der Traditionellen Führung („Levain de pâte“) wird ein Teig mit einem gegorenen Restteig angesetzt und über Nacht gereift. Die lange Ruhezeit ist erforderlich, damit sich die Hefe vermehren kann und in ausreichender Menge vorhanden ist. Heute wird diese Führung nur noch vereinzelt in traditionellen Bäckereien angewendet. Nachteilig ist, dass die Teigmenge bereits am Vortag bestimmt werden muss.

- Verwendung von Weizensauerteig („Levain“): In fortlaufender Führung wird die Hefe lebend erhalten und vermehrt. Nachteilig ist bei diesem Verfahren der Anstieg der Milchsäure, die bei Weizenteigen nur in begrenzter Menge erwünscht ist, da sie die Backeigenschaften negativ beeinflusst.[11]

### Aufbackbrötchen
Im Handel sind auch tiefgekühlte oder ungekühlte Aufbackbrötchen erhältlich:
- Tiefgekühlte Aufbackbrötchen werden in der Brotfabrik bereits zu rund 97 Prozent in Spezialöfen mit hoher Luftfeuchtigkeit fertig gebacken und danach schockgefroren. Im Handel sind diese dann in Tiefkühltheken erhältlich und 8 bis 12 Monate tiefgekühlt lagerfähig.
- Ungekühlte Aufbackbrötchen werden in der Backfabrik nur zu 70 Prozent fertig gebacken, die restlichen 30 Prozent muss der Verbraucher nachbacken. Im Handel sind sie verpackt in einer Schutzatmosphäre erhältlich und 3 bis 10 Wochen lagerfähig.
- Brötchen können auch als tiefgefrorene Teiglinge in die Endverkaufsgeschäfte geliefert werden und erst dort in Spezialöfen gebacken werden.

### Zusätze
Bei der Herstellung von Brötchen dürfen verschiedene Zusätze verwendet werden. Folgende, als unbedenklich geltende Stoffe können zugesetzt werden: Lecithin, Genusssäuren wie Zitronensäure und Essigsäure, Zucker, Malzextrakt, Guarkernmehl (ein Verdickungsmittel), Soja- oder Bohnenmehl, Emulgatoren (veresterte Glyceride) wie zum Beispiel Diacetylweinsäureester, weiterhin Phosphat (Trennmittel), Säureregulatoren wie Calciumcarbonat oder Calciumsulfat, Enzyme, Mehlbehandlungsmittel wie Ascorbinsäure (Vitamin C) oder Cystin, Cystein sowie Aroma-Präkursoren für den Brötchenduft.

## Lagerung
Brötchen sind Frischgebäcke und altern schnell. Mit zunehmendem Roggenanteil verbessert sich die Lagerfähigkeit; dennoch bleiben Brötchen nur wenige Stunden frisch und knusprig.
Die den Geschmack bestimmende Kruste ist nach dem Backen trocken. Sie nimmt aus Umgebung und Krume Feuchtigkeit auf, das Brötchen wird dann weich und pappig. Grundsätzlich sollen Brötchen trocken und kühl (aber nicht unter 7 °C) gelagert werden. Frische, warme Brötchen sollten sofort aus der Tüte genommen werden, da die ausdampfende Feuchtigkeit in die Kruste übergeht und sie weich macht.

### Kurze Lagerzeit
Ein belegtes Brötchen wird in einer engen Kunststoff- oder Metallumhüllung schnell weich. Hier geht die Feuchtigkeit des Belages in das gesamte Brötchen über. Vorteilhaft ist auch, wenn Belag und Brötchen getrennt gelagert werden und das Brötchen erst kurz vor dem Verzehr belegt wird.
Im Haushalt bieten sich verschiedene Möglichkeiten an. In einem Steintopf (Römertopf) oder einer Keksdose bleibt das Brötchen relativ lange knusprig. Es darf aber nicht mit feuchtem Gut (Schinkenbrötchen etc.) aufbewahrt werden, da hier die Feuchtigkeit wandert. Auch eine Brötchentüte ist geeignet.

### Lange Lagerzeit
Bei längeren Lagerzeiten empfiehlt es sich, Brötchen in Plastiktüten zu lagern, damit sie nicht austrocknen, und vor dem Verzehr im Ofen oder auf dem Toaster aufzubacken. Brötchen können gut eingefroren werden. Dabei ist zu beachten, dass aus dem Gefriergut auch unter diesen Umständen Feuchtigkeit entweicht (Gefriertrocknung).

## Brötchensorten

### Allgemeine Varianten
- Weizenbrötchen beziehungsweise Weißgebäck (z. B. Kaisersemmel) müssen aus mindestens 90 Prozent Weizenmehl hergestellt werden
- Weizenmischbrötchen werden aus mehr als 50, jedoch weniger als 90 Prozent Weizenmehl hergestellt
- Roggenmischbrötchen werden aus mehr als 50, jedoch weniger als 90 Prozent Roggenmehl hergestellt
- Roggenbrötchen müssen in Deutschland und Österreich mindestens 90 Prozent Roggenmehl enthalten
- Vollkornbrötchen müssen in Deutschland aus mindestens 90 Prozent Roggen- und Weizenvollkornerzeugnissen in beliebigem Verhältnis zueinander hergestellt werden
- Schrotbrötchen werden aus mindestens 90 Prozent Roggen- und Weizenbackschrot in beliebigem Verhältnis zueinander hergestellt
- Schwedenbrötchen, auch Blätterteigbrötchen oder Dänische Brötchen in Deutschland: Der Brötchenteig wird mit Fett touriert wie Plunderteig
- Milchbrötchen (auch Mundbrötchen oder Kuchenbrötchen in Sachsen, Micke im Ruhrgebiet, Stütchen am Niederrhein (Region) und Weckchen im Rheinland) enthalten Milch oder Milchpulver im Teig
- Fettsemmeln enthalten Fett im Teig

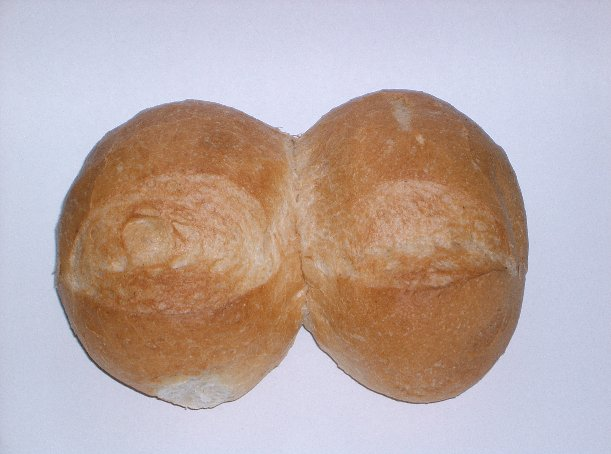
Doppelwecka, Wasserweck, Semmel, Paarweck, Doppelsemmel

Fränkischer Kipf

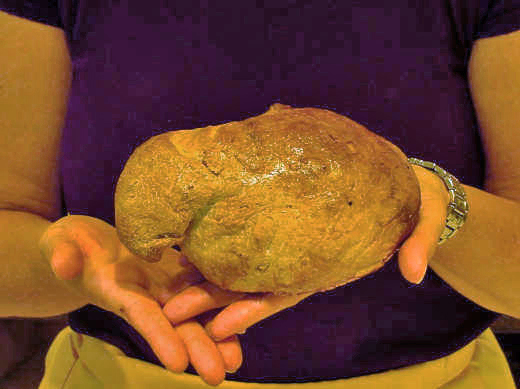
Knauzen

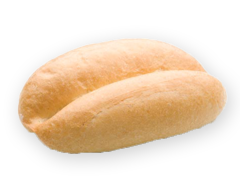
Eine hauptsächlich in Südösterreich verbreitete Langsemmel

- Kartoffelbrötchen enthalten Kartoffelstärke
- Mohn-, Sesam-, Kümmel-Brötchen usw. sind Varianten einfacher Brötchen, die auf der Oberseite mit Gewürzen, Samen, Salz oder Getreide bestreut sind. Sie werden auch in Form von Stangen oder Hörnchen (durch Hörnchenwickelmaschinen) gewickelt
- Jourgebäck, auch Partygebäck, werden vor allem in Österreich verkleinerte Versionen der üblichen Kleingebäcke genannt
- Partybrötchen sind kleine, etwa 15 bis 20 Gramm schwere Brötchen. Sie werden vor dem Backen mit Zwiebeln, Speck, Mohn, Sesam, grobem Salz oder Sonnenblumenkernen bestreut. Oft werden die Teiglinge zu Brötchenrädern (auch Partyrad oder Partysonne genannt) in der Größe von Fladenbroten zusammengelegt. Durch ihre geringe Größe sind sie im Vergleich zu herkömmlichen Brötchen deutlich besser ausgebacken und knuspriger.
- Pizzabrötchen
- Käsebrötchen, einfaches (bestehend aus Mehl, Trockenhefe, Salz, Zucker, Käse, Eigelb, Milch) Brötchen mit Käse überbacken, mit verschiedenen Käsesorten
- Rosinenbrötchen oder regional Mürbchen, Hedeweggen/Hedwig oder Heißwecken sind gebackene süße Milchbrötchen. Sie werden aus Weizenmehl, Milch, Zucker, Butter, Hefe, Backmalz, Salz und Rosinen hergestellt
- Eierweck bestehen im Prinzip aus den gleichen Zutaten wie Rosinenbrötchen, werden jedoch ohne Rosinen hergestellt und meist während des Backens oberseits in der Mitte der Länge nach aufgerissen
- Glutenfreie Brötchen werden mit Reismehl und Mais- oder Kartoffelstärke gebacken.

### Regionale Varianten
Es gibt zahlreiche regionale Varianten, die bezüglich Brötchenteig und in der Form abweichen und eigene Bezeichnungen haben.
- Fastenwaien werden in der Schweiz und in Südwestdeutschland während der Fastenzeit in den Bäckereien angeboten. Der Teig enthält Fett und/oder Eier, wird flach rautenförmig ausgezogen, vierfach eingeschnitten und mit Kümmel bestreut.
- Gewickelte Görlitzer Brötchen sind besonders geformte Semmeln in Niederschlesien.[12]
- Hörnchen sind hörnchenförmig gebackene Brötchen aus Semmelteig, in der Hamburger Gegend aus Milchteig. In Tschechien und der Slowakei ist die Hörnchenform für Brötchen Standard. Im deutschsprachigen Raum gibt es sie zum Beispiel in Sachsen und im Rheinland. In manchen Regionen, zum Beispiel im Rheinland, gibt es Hörnchen- und Stangengebäck aus Brötchenteig vorrangig mit Käse überbacken oder mit Kümmel, Salz oder anderen Zutaten bestreut. In Süddeutschland wird der Begriff gelegentlich ebenfalls für die nicht zu den Brötchen gezählten Croissants benutzt.
- Kaiserwecka, Kaisersemmel in der Schweiz und Süddeutschland, in Norddeutschland Kaiserbrötchen. Sie besteht aus normalem Weißbrotteig mit langer Teigführung. Sie ist rund und weist auf der Oberseite ein typisches fünfteiliges Spiralmuster auf. Ursprünglich wurde es durch aufwändiges Wirken des Teiges erzeugt, heute wird in der Regel ein spezieller Stempel auf das angegarte Teigstück gedrückt. Die Semmel hat dadurch einen höheren Anteil an Kruste und ist deshalb „resch“/„kross“ und aromatischer.
- Semmel, Kaisersemmel in Österreich. Teig und Form wie oben angeführt, die Kaisersemmel ist aus der gleichen Teigmenge gebacken. Unterschieden wird zwischen Handsemmel und Maschinensemmel (wie im Bild). Handsemmeln werden von Hand geformt und haben herstellungsbedingt ein unregelmäßiges Spiralmuster. In Hamburg heißt es Kaiserbrötchen.
- Bei der Semmel oder Kieler Semmel in Schleswig-Holstein besteht der Teig zu mindestens 90 Prozent aus Weizenmehl. Die geformten Gebäckstücke werden auf einer mit Fett und Salz versehenen Platte „aufgescheuert“. Hierdurch entsteht eine matte, raue, feste, salzige und leicht fettige Kruste. Aufgrund des hohen Anteils von Handarbeit bei der Herstellung immer seltener werdend.
- Schlumbergerli oder Schlumbi, besonders in Basel und Umgebung, teils auch in der ganzen Schweiz, sind runde Semmeln, bei denen die Teigbearbeitung auf geölter Arbeitsfläche erfolgt. Sie weisen einen charakteristischen Rosettenbruch auf.
- Kipf, auch Spitzweck oder Spitzwecken in Süddeutschland, längliche Form mit spitz zulaufenden Enden (längs eingeritzt).
- Zipfelwecken, Zipfelbrötchen, auch Spitzweck oder Spitzwecken, ist eine Variante des Kipf aus Schwaben. Leicht süßlich schmeckendes Milchbrötchen mit spitz zulaufenden Enden und drei bis vier charakteristisch spitzen „Zipfeln“.
- Seele ist ein baguetteartiges Weißbrotgebäck der Oberschwäbischen Küche aus Dinkel. Die Seele ist außen knusprig, innen weich, luftig und feucht. Aus einem ähnlichen Teig, aber in anderer Form, wird der Knauzen hergestellt.
- Knauzen ist ein besonders großes Brötchen aus Dinkel- und Weizenmehl. Er ist als Spezialität besonders in Oberschwaben bekannt. Den speziellen Geschmack erhalten sie durch Handarbeit und eine lange Reifezeit von bis zu 20 Stunden. Durch das Backen in einem besonders heißen und trockenen Ofen (hinten offen) bildet sich zuerst eine Kruste, und wenn dann das Innere aufgeht, bricht die Kruste an einer Stelle auf und es bildet sich eine Ausstülpung: der Knauzen.
- Knüppel bzw. Berliner Knüppel in Berlin, Brandenburg und Sachsen in Handfertigung länglich geformtes („eingeschlagenes“) Brötchen mit einem Anteil von Milch und Salz im Teig.[13]

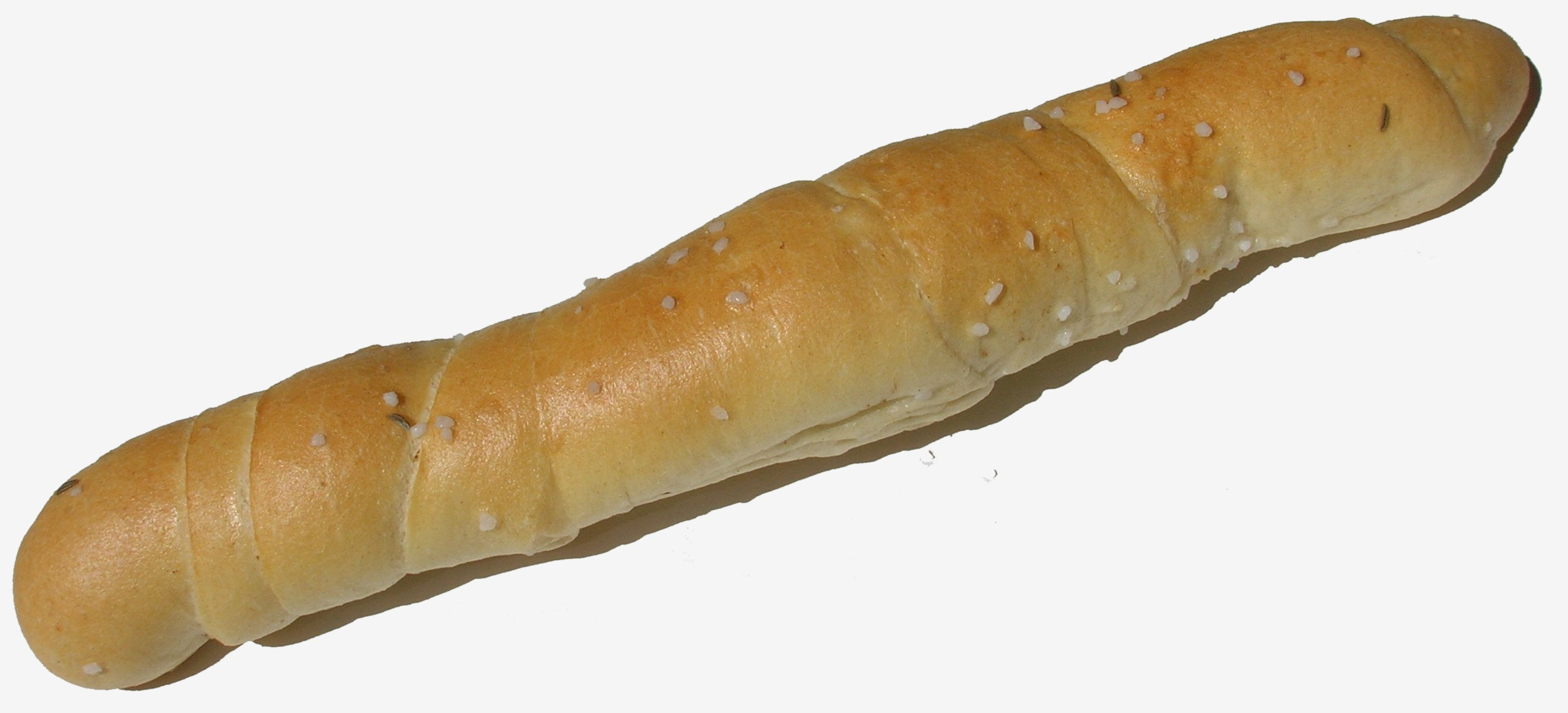
Ein Salzstangerl (Österreich)

- Das als Kümmelstange oder Stalzstange (in Österreich Salzstangerl) bekannte, längliche Kleingebäck besteht aus einem hellen Hefeteig (Germteig), das von Hand oder maschinell in Form gebracht und mit Salz und Kümmel bestreut wird.
- Die Konduktsemmel (auch: Totenlaibchen) gibt es in Oberösterreich zur Mahlzeit nach einem Begräbnis, dem Kondukt. Sie ist größer als normale Semmeln und mit Kümmel und Anis bestreut.
- Langsemmel in der Steiermark weit verbreitete Semmelvariante und wird deshalb auch Steirische Langsemmel genannt. Sie besitzt eine ovale Form mit einer ausgeprägten Längsrille, an der sie in zwei Teile gerissen werden kann.

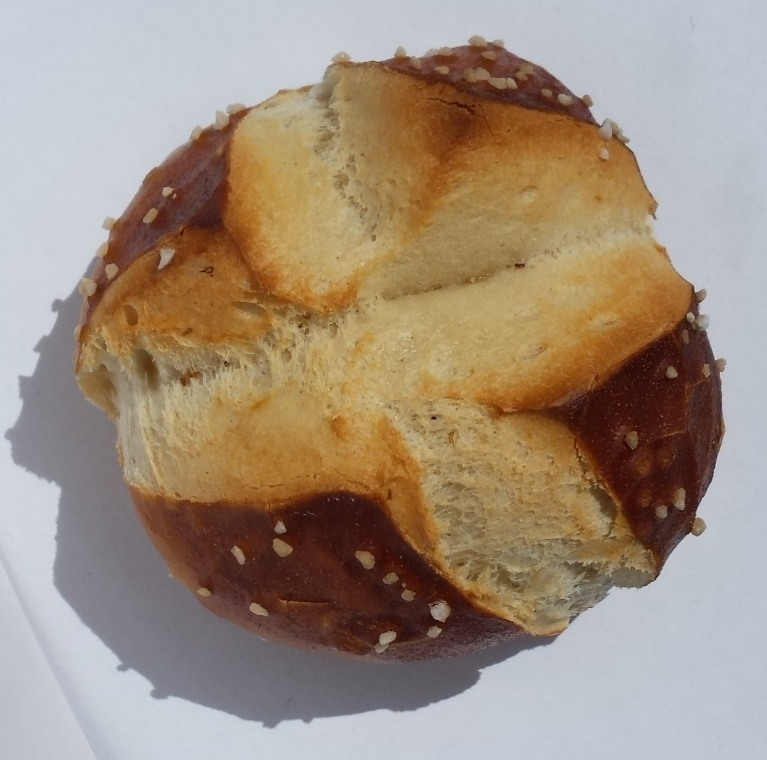
Laugenbrötchen

- LaugenbrötchenLaugensemmeln (Laugenbrötchen, Laugenwecken; Basel: Silserli), vorwiegend im süddeutschen Raum und der Schweiz, werden vor dem Backen mit Natriumhydroxidlösung (Natronlauge) benetzt, sind also ein Laugengebäck. Hierdurch ergibt sich der typische Geschmack und die glänzende, dunkelbraune Farbe. Meist kreuzförmig eingeschnitten und mit grobem Salz bestreut.
- Pfennigmuggerl in Altbayern und München ist ein kleines rundes Brötchen, das aus einem Gemisch aus Roggen- und Weizenmehl gebacken wird. Es ist besonders knusprig, da sie kleiner als andere Brötchen ist.
- Röggelchen in Düsseldorf und Köln sind gleichfalls mit mindestens 50 Prozent Roggenmehl gebacken und werden zum Beispiel als Halver Hahn mit Gouda in Gaststätten angeboten. Das Doppelbrötchen wird sehr dunkel ausgebacken.
- Passauer Rosensemmel oder kurz Passauer oder Rosensemmel ist eine im Raum Passau verbreitete Variante der Weizensemmel. Durch entsprechende Vorbehandlung – der Teigling wird nach dem „Schleifen“ gewendet und die „offene Fläche“ zusätzlich mit Fett oder Öl behandelt – reißt die Kruste während des Backprozesses auf und erinnert damit mehr oder weniger an eine Rose. Im Passauer Raum sind die Bezeichnung Passauer oder Rosensemmel eher unüblich, dort ist im Gegensatz zur Kaisersemmel die Bezeichnung aufgerissene Semmel üblich.
- Das Rundstück in Hamburg, Schleswig-Holstein und im nördlichen Niedersachsen ist rund bis leicht länglich und hat keine Einschnitte.
- Die Schrippe in Hamburg, Schleswig-Holstein, Mecklenburg-Vorpommern, Berlin und Teilen Brandenburgs und Frankens ist länglich und geschripft. So wird das tiefe Einschneiden in Längsrichtung auf der Oberseite genannt. Der Name Schrippe leitet sich somit von der Tätigkeit des Schripfens ab.[10] Dadurch bekommt sie mehr knusprige Kruste und gart gleichmäßig durch. Sie besteht grundsätzlich aus Wasser- und nicht aus Milchteig.

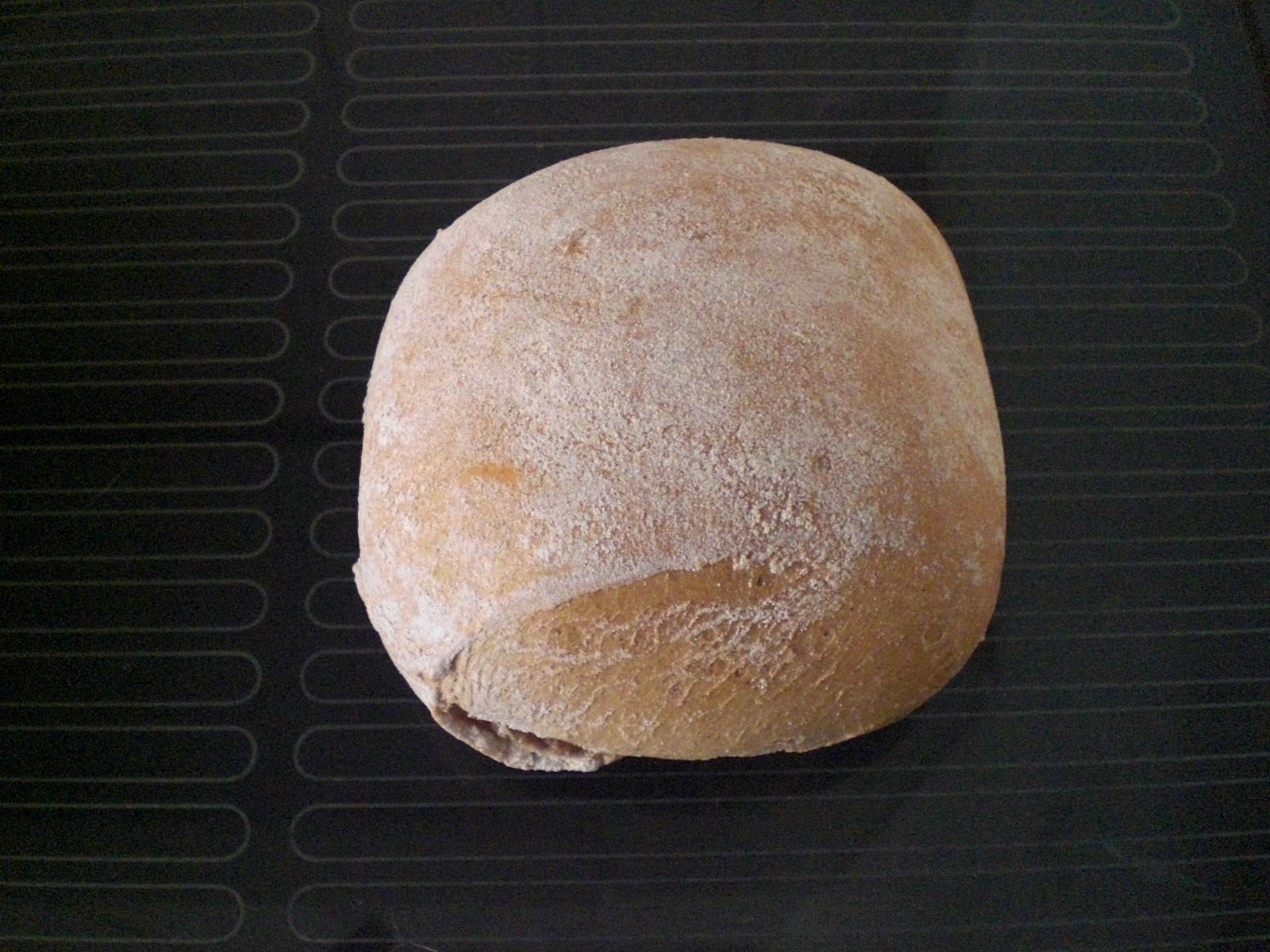
Schusterjunge

- Der Schusterjunge in Berlin ist aus einem Weizen-Roggen-Mischmehl gebacken. Er hat eine dunkelbraune Farbe, bleibt etwas länger haltbar und ist meist etwas weicher im Biss als die Weizenmehlbrötchen. Charakteristisch ist die zweifach geschnittene Oberfläche. In Schlesien wurde früher ein Brötchen, dessen geplante Ausformung misslungen war (keine Längsspalte in der Mitte), als Schusterjunge bezeichnet und preiswerter abgegeben.
- Splitterbrötchen sind eine leicht süße, fettreiche Brötchenspezialität aus Berlin, die ihren Namen durch die zerklüftete Oberfläche erhielten.
- Semmel in Sachsen, Thüringen, Brandenburg und Franken sind zwei zusammengefügte, kleine Brötchen, meist mit Längsschnitt („Doppelsemmel“).
- Schwarzer-Kipferln sind eine regionaltypische Spezialität Bayerns aus Regensburg: ein gewürztes Kümmel-Brötchen aus Roggen- und Weizenmehl, das mit einer schrundig-röschen Kruste gebacken wird und einen herzhaft-würzigen Geschmack hat. Traditionell werden sie zu Weißwurst oder Knacker und vor allem oft zu Bratwurst zusammen mit Sauerkraut gegessen.
- Springbrötchen, auch Springer genannt, im Großraum Osnabrück, sind Brötchen aus kleberarmem Mehl, die vor dem Backen mit einer Fettschicht bestrichen werden.
- Stollen sind längliche, etwas größere Brötchen, meist leicht mit Anis gewürzt. Sie kommen in Oberfranken vor und werden vorzugsweise mit zwei oder drei Kulmbacher Bratwürsten verzehrt.
- Die Strohsemmel ist eine Art Milchbrötchen, das vor dem Backen mit kochendem Wasser (oder Honigwasser) gebrüht und auf Roggenstroh gebacken wird. Die Unterseite weist Rillen vom Stroh auf und manchmal sind sogar noch Reste des Strohs zu finden. Strohsemmeln sind nur in wenigen Städten wie Lemgo bekannt.
- Vinschgauer sind handtellergroße, zwei bis drei Zentimeter dicke Fladenbrötchen aus Roggen-Weizen-Sauerteig und Hefe aus dem Südtiroler Vinschgau.
- Wasserweck in Frankfurt am Main, Rheinland-Pfalz, Baden und dem Saarland werden aus Mehl, Salz und Wasser hergestellt. Form: jeweils zwei kugelrunde Brötchen hängen aneinander. Deshalb nennt man sie auch Doppelweck oder Paarweck, in Sachsen auch „ein Doppeltes“, in Rheinland-Pfalz auch „Schösschen“ (gesprochen Schöss-chen).
- Zeilensemmel in der Steiermark aus sechs aneinandergereihten, länglichen Semmeln. Sie sind mit anderer Anzahl (3, 4 oder 5) auch in anderen Regionen anzutreffen, im Wiener Bereich und im Norddeutschen Bereich ist die Bezeichnung Reihensemmel gängig.

## Verzehrformen
Brötchen werden häufig auch im Bereich Fastfood verwendet und z. B. in Form von fertig belegten Brötchen angeboten. Dies erfolgte ursprünglich ausschließlich im Bäckerhandwerk selbst, im Rahmen der sogenannten Bäckergastronomie. Wegen der Beliebtheit dieser Produkte findet man mit Käse oder Schinken belegte Brötchen heute jedoch bei vielerlei Anbietern und neuerdings sogar bei einigen Fastfood-Ketten.

## Handwerkliche Herstellung

Vom Teig zum Brötchen
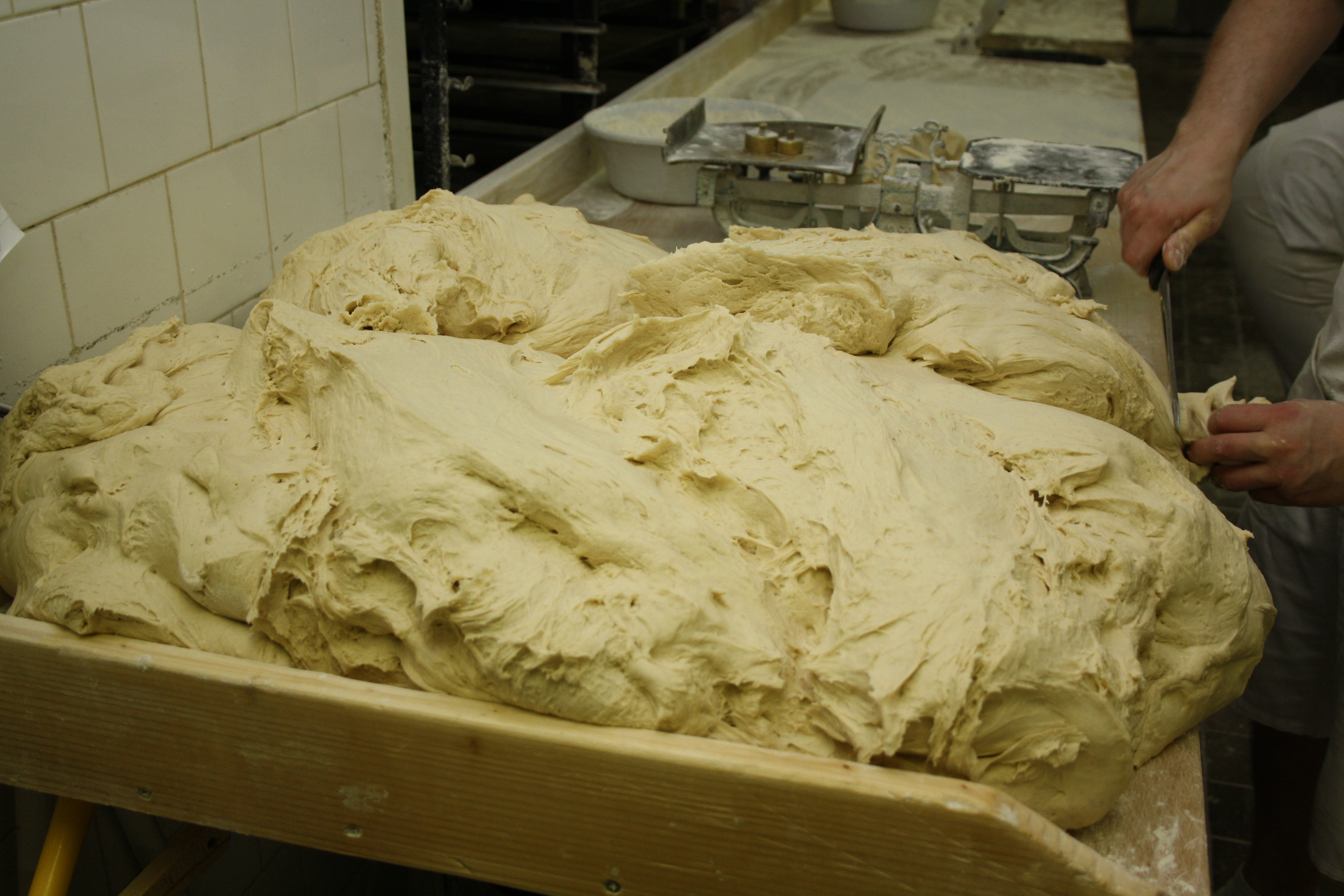
Fertig gekneteter Teig
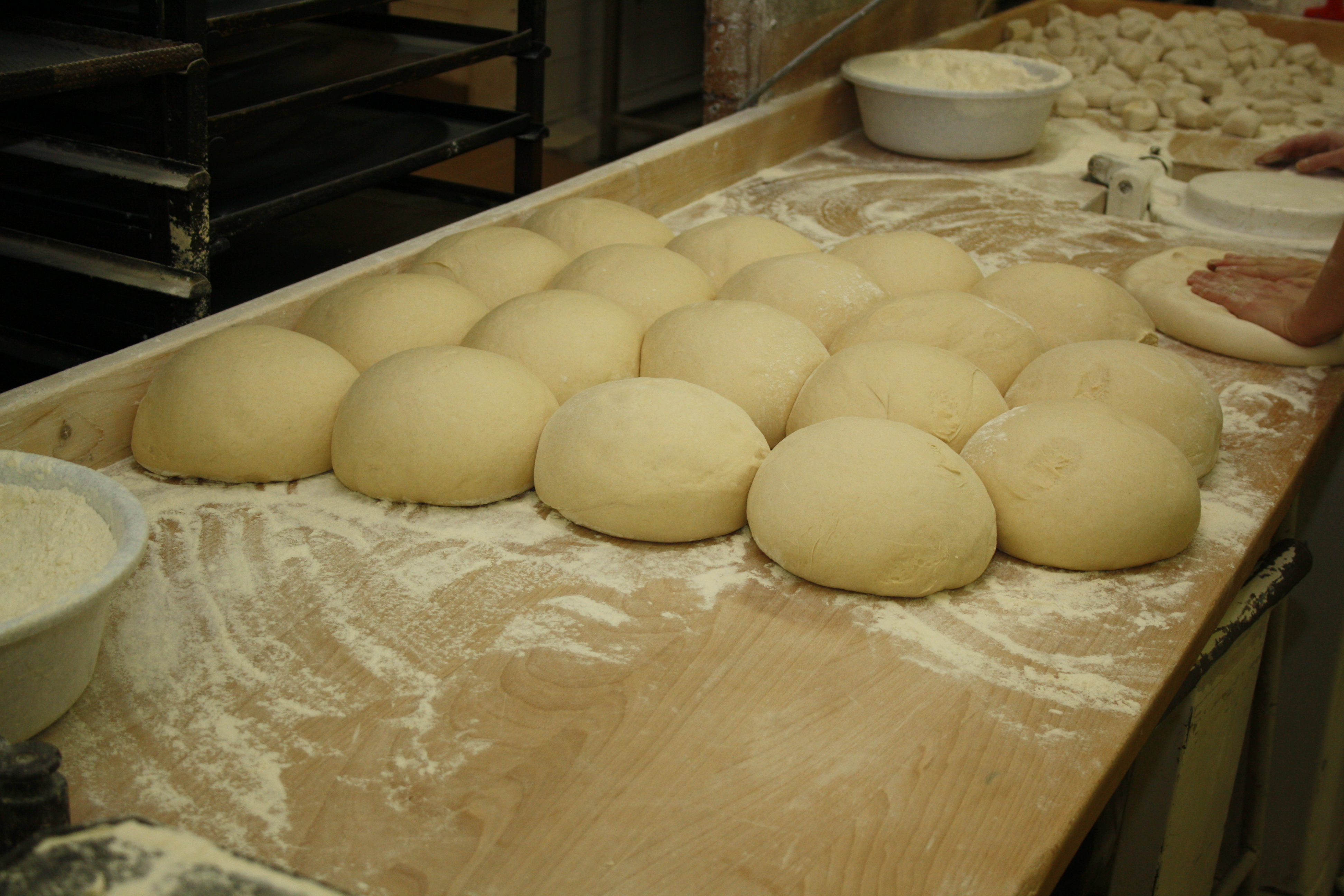
Teilung in einzelne „Brüche“ (1 Bruch = 30 Brötchen)
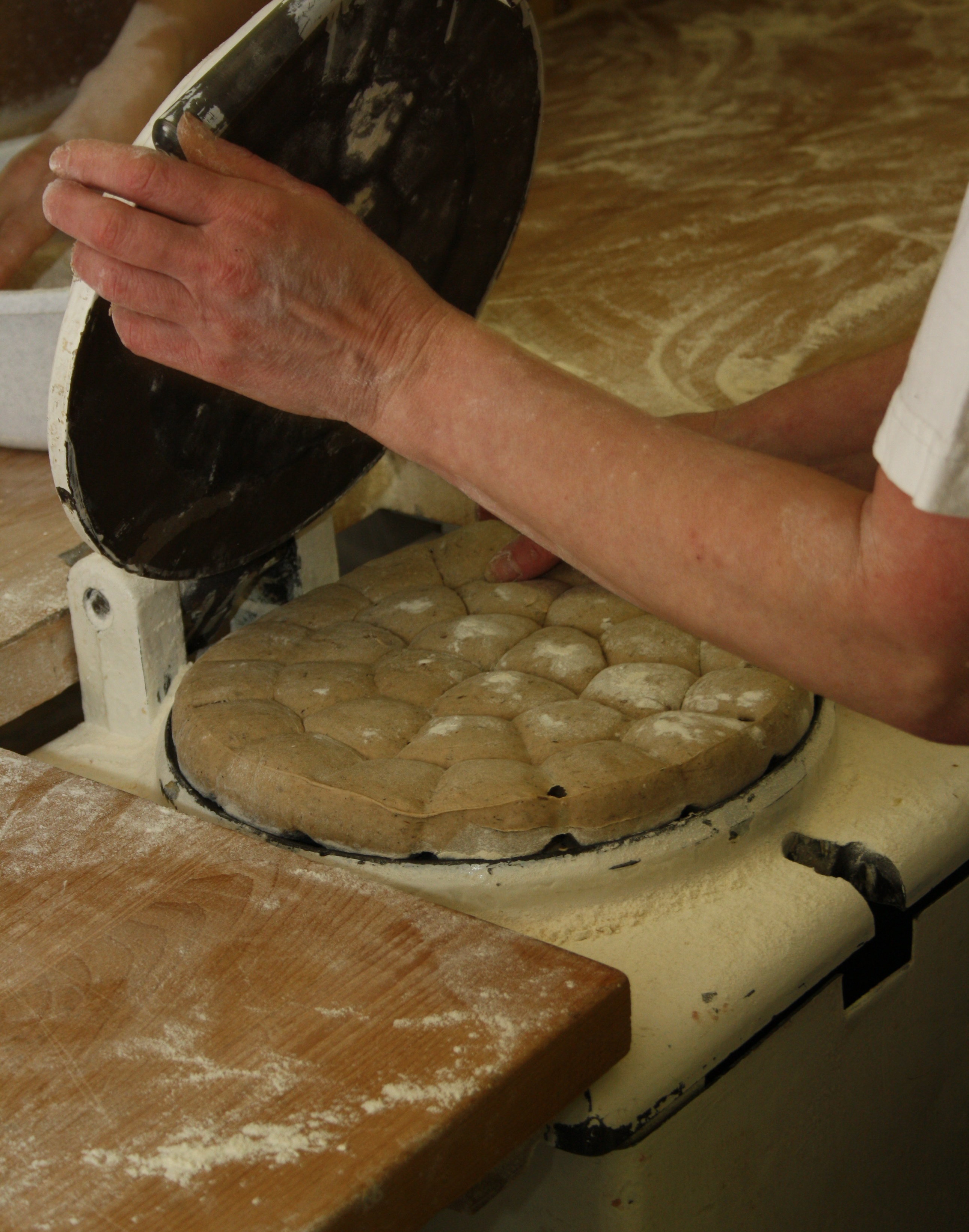
Hydraulischer Teigteiler
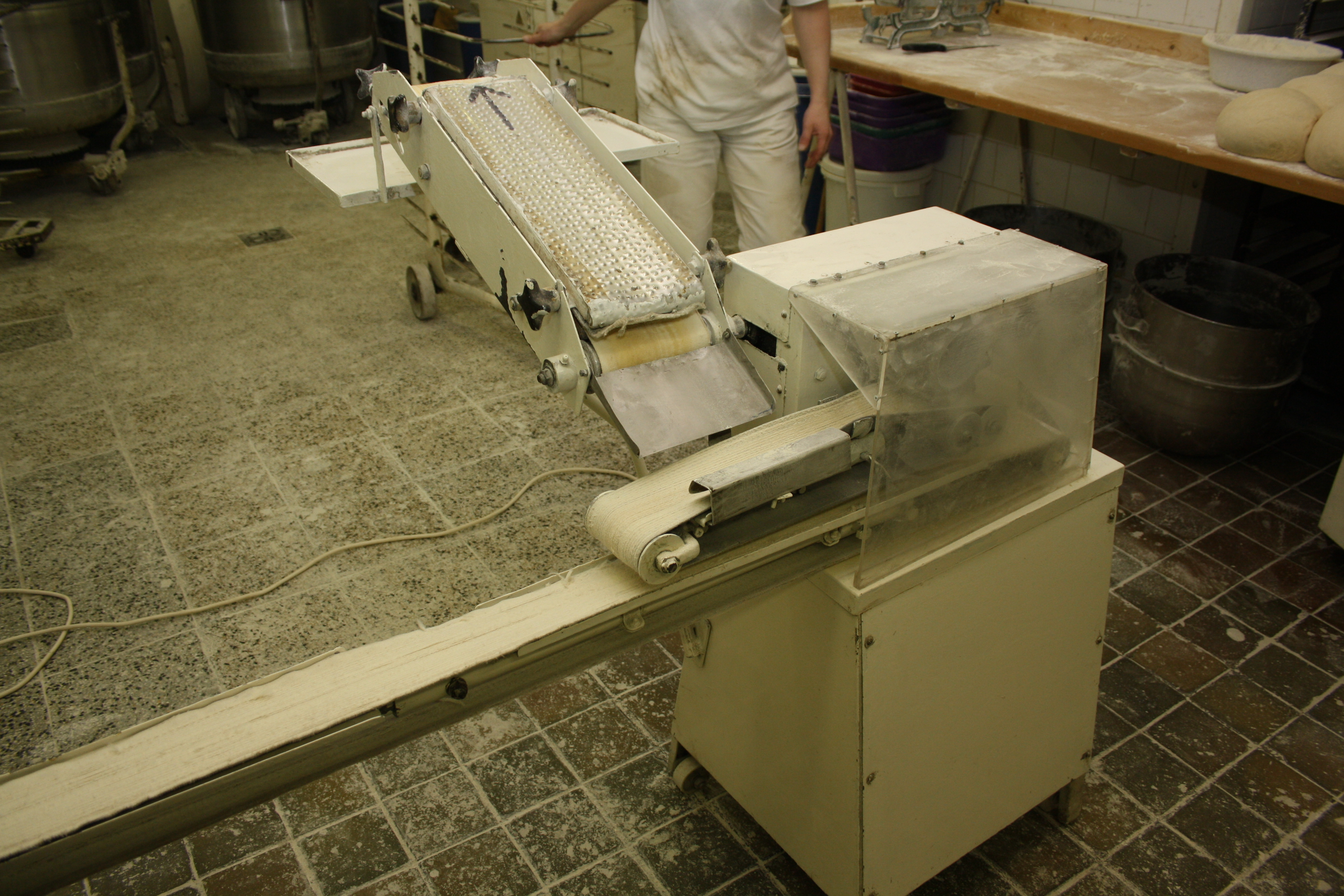
Aus den einzelnen Teigstücken …
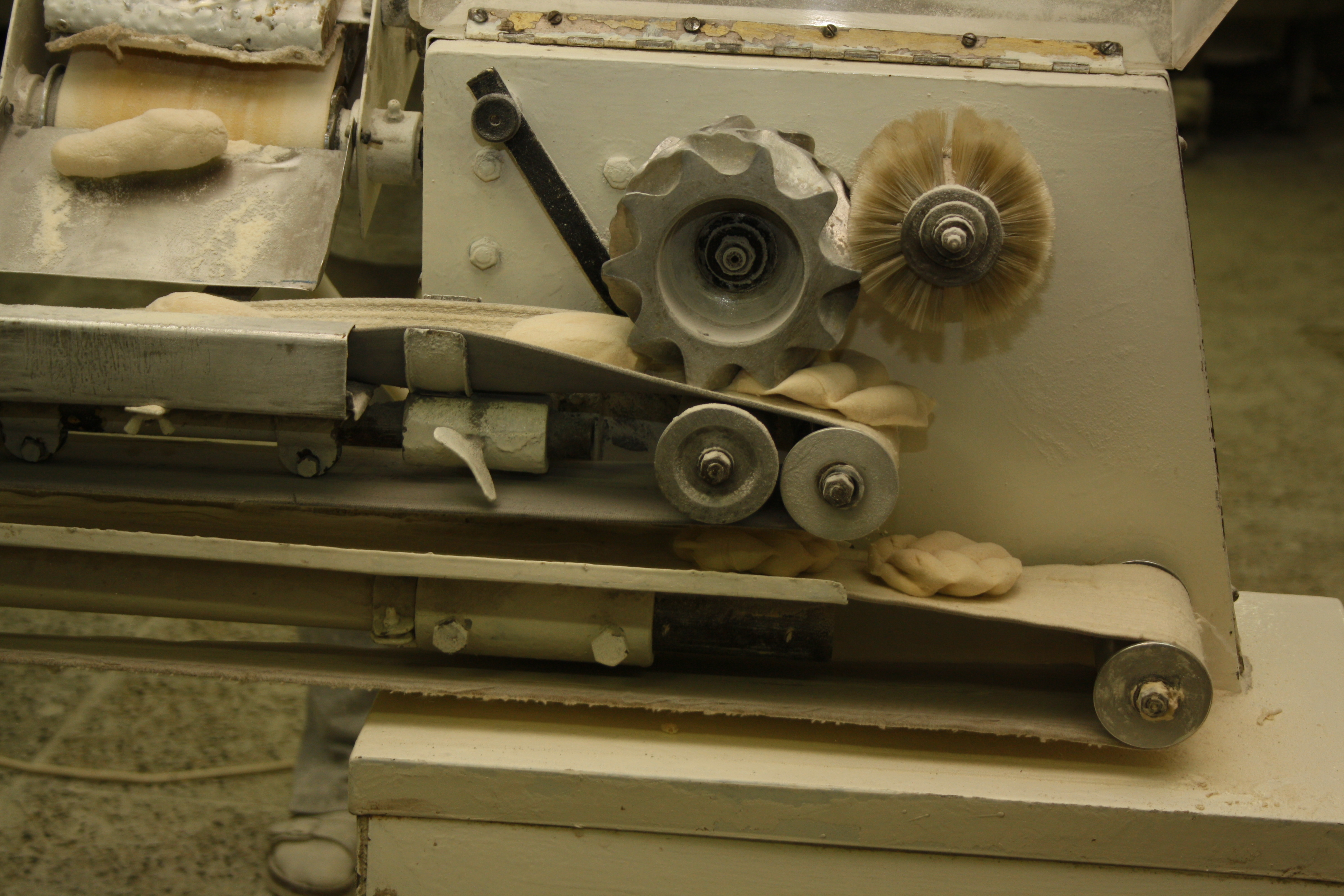
… werden …
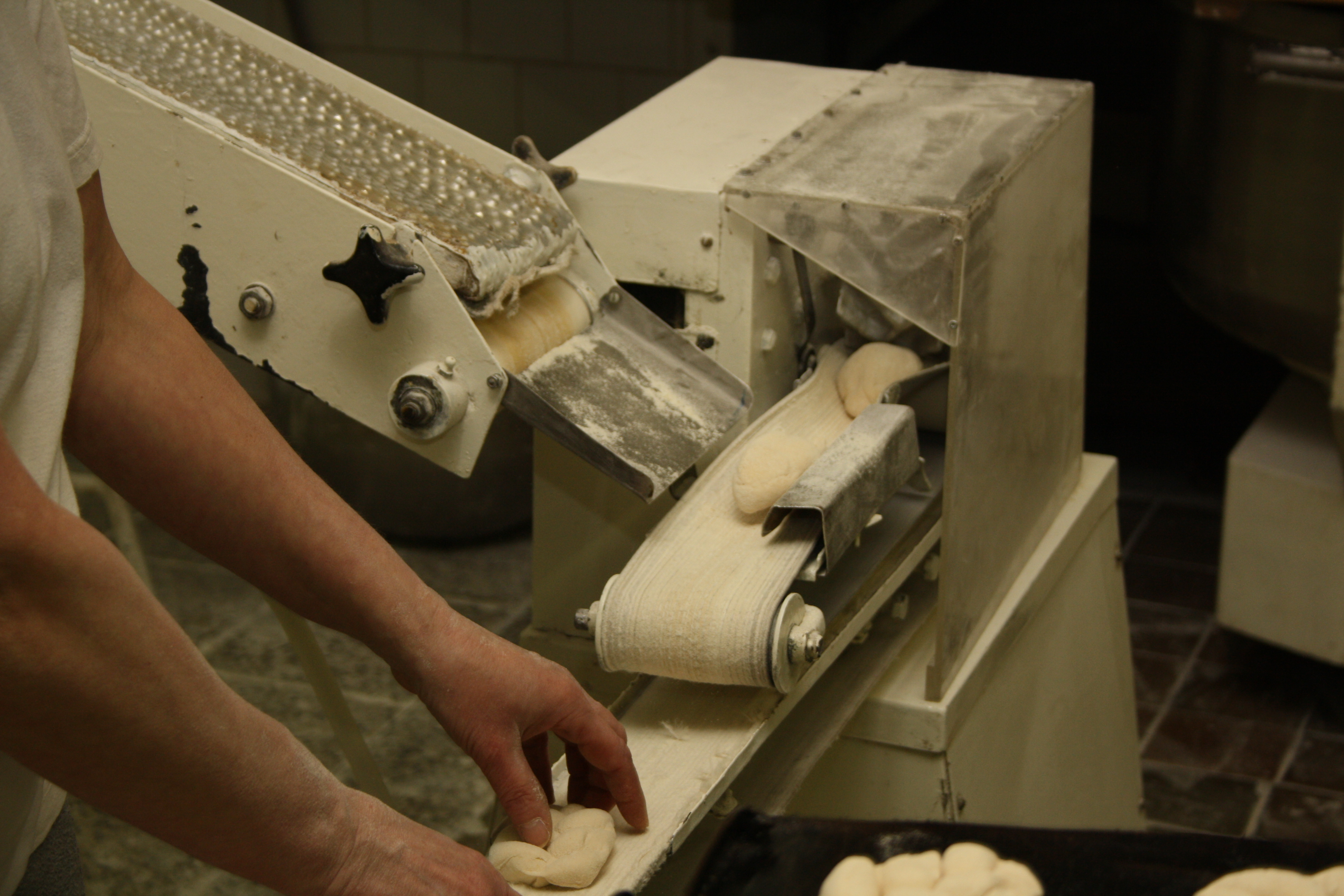
… die eigentlichen Teiglinge geformt
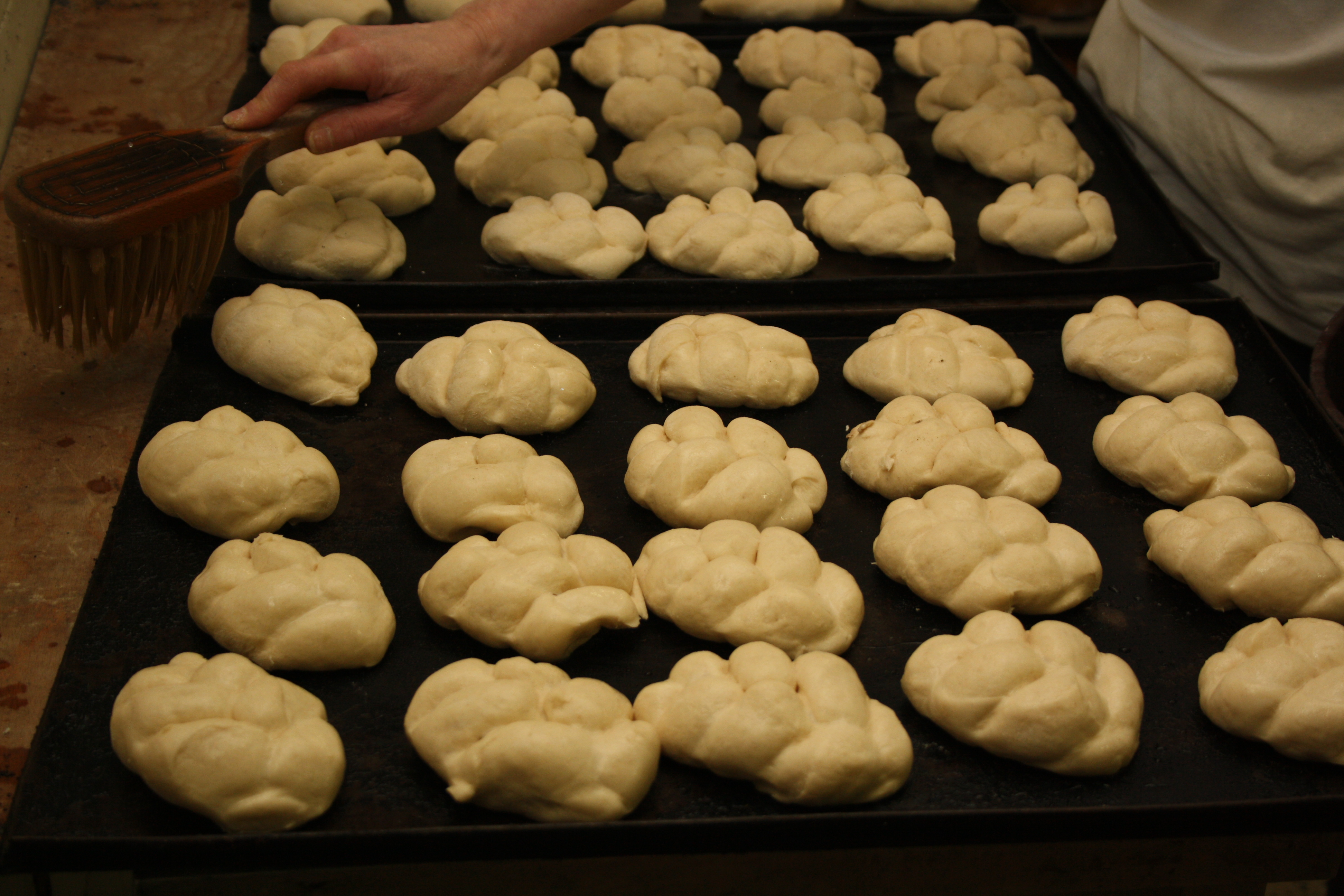
Die Oberfläche wird angefeuchtet, …
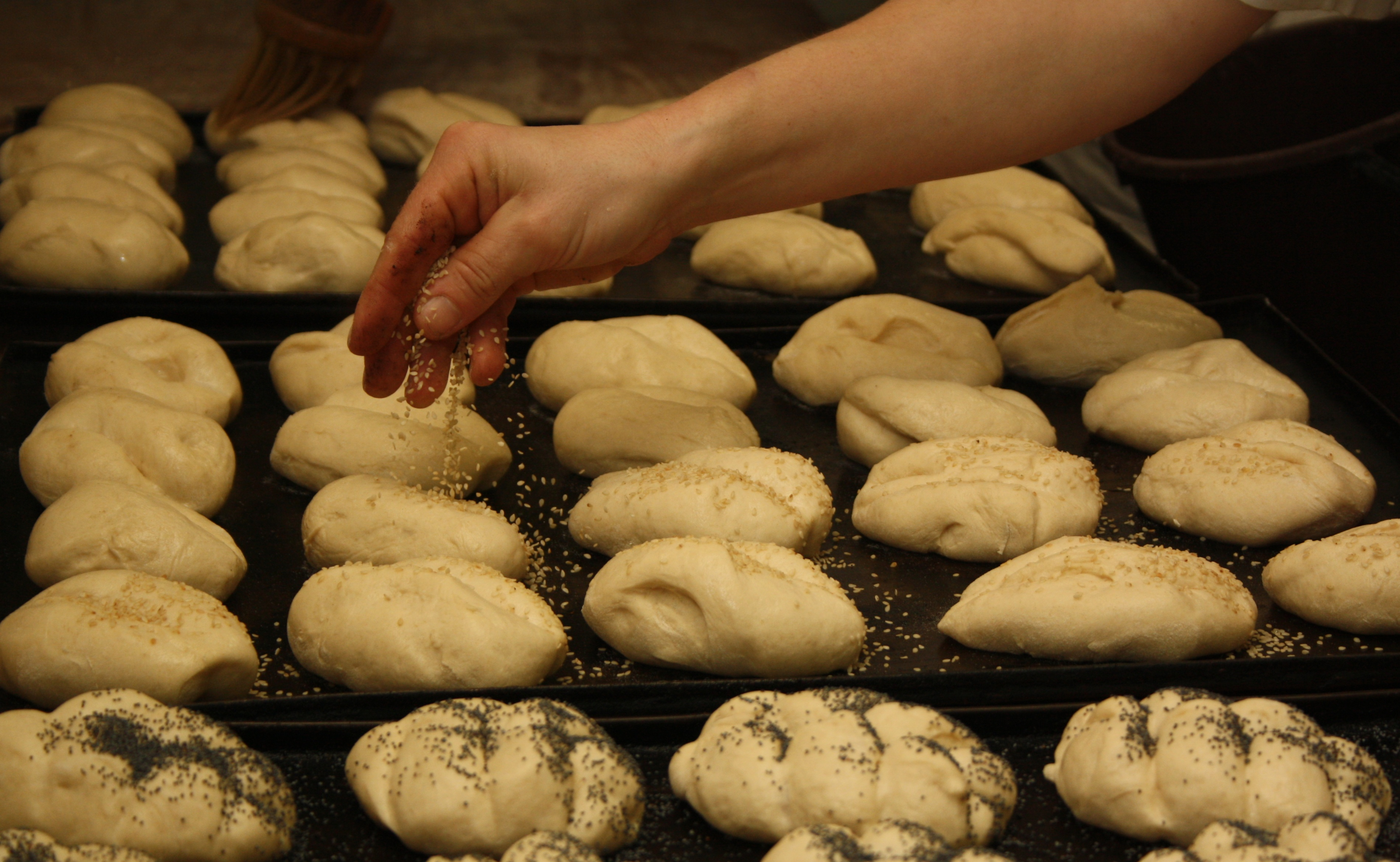
… damit sie mit Mohn oder Sesam bestreut werden kann
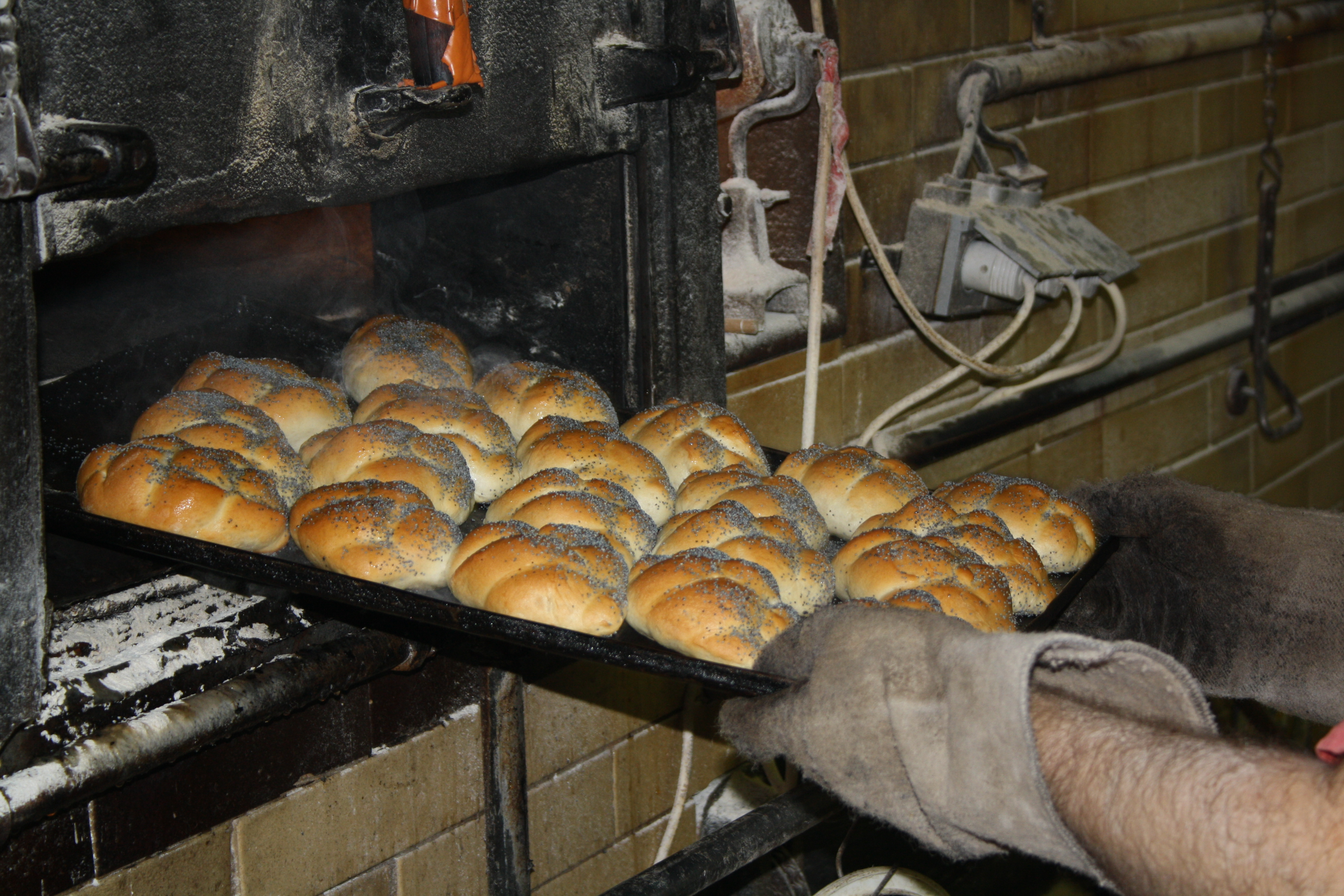
Fertig gebackene Brötchen